# 病房軼事～只有惡質護士存在的醫院～
《病房軼事～只有惡質護士存在的醫院～》是搾精研究所創作的一套電腦圖像集，作品於在2018年12月17日至2019年10月21日在DLsite和FANZA上發佈。作品之後改編成同名小說、色情片、OVA和遊戲。

## 故事簡介
山田因為一場意外雙手骨折而住院。他患有一種奇怪的疾病，每過三小時不射精的話，睾丸就會疼痛。在住院期間由護理師負責處理他的疼痛問題，住院的地方是以護理師服務態度差而聞名。山田在醫院遭到很惡劣的對待，疾病被嘲諷，身心遭到摧殘。隨著和不同的護理師接觸，山田瞭解到醫院嚴苛的工作環境，開始體諒和同情護理師們。只是因為之前和護理師的口角之爭，雙方的關係也很難有所好轉。
後來山田的主診醫生發現他的疾病有助禁藥的研發，醫院的高層開始去拉攏山田協助。另一方面，調查醫院的檢察官也開始接觸山田。無意中山田成為雙方衝突的中心，山田出於本心拒絕了醫院的高層的拉攏，蒐集了醫院的犯罪證據，協助警方搗破醫院的犯罪團體。

## 登場角色
山田（聲：吾妻信一）
故事主人公。患有一種奇怪的疾病，每過三小時不射精的話，睾丸就會疼痛，平日以自慰消除疼痛。一次意外導致雙手骨折而住院，期間護理師負責處理他的疼痛問題。
立花（聲：未来羽）
第一話負責照顧山田的護理師。工作認真，對患者和同事十分嚴格。工作激情和熱情被惡劣的工作環境所消磨殆盡，維持工作是源於其責任心。雖然十分厭惡山田的看護工作，但是仍然堅持完成。
黑川（聲：一色光）
第二話負責照顧山田的護理師。為人陰險又自卑，喜歡在人背後說壞話。認為山田和她是同類，在照顧山田期間和他一起暗地裏報復惡劣對待她的患者。
山口（聲：神代岬）
第三話負責照顧山田的護理師。原為小太妹，做事直接粗暴。暗戀另一個患者，有著戀愛少女的一面。
望月（聲：御苑生芽衣）
第四話負責照顧山田的護理師。性格軟弱，遭到沼尻的欺凌。天生患有花痴症，在工作中遭受極大的壓力，以自慰來減壓。一旦被壓力壓垮，就會瘋狂自慰。
平松（聲：海原艾利娜）
第五話負責照顧山田的護理師。性格散漫，做事拖沓，且值勤時耳機不離身。對山田的看護十分隨便，并且經常借此偷懶。
沼尻（聲：和葉）
第六話負責照顧山田的護理師，醫院的三惡女之一。經常欺壓後輩，將山田當成是她的寵物。
桐谷（聲：十夜鷹蓮）
第七話負責照顧山田的護理師，醫院的三惡女之一。原暴走族出身，表面上溫柔和善，實際上醫院收攏大量護理師和患者做小弟，不服從的人會遭到她的暴力對待。
天童米婭（聲：Miru）
第八話負責照顧山田的護理師，醫院的三惡女之一。天童真子的妹妹，有精神方面問題，經常做出匪夷所思的行為，旁人通常敬而遠之。由於得到姊姊的庇護，在醫院内無法無天。
雨宮（聲：大花どん）
山田的主治醫生。由於經常診治耳背的老人，習慣了大聲說話。暗地裏在醫院進行各類新藥實驗，用患者做藥物測試。在天童真子成為醫院掌權者後，幫忙製作禁藥謀取不法盈利。在治療山田期間，發現他的病對於藥物研究有著重大突破，對其十分殷切。
大塚（聲：ももぞの薫）
雨宮醫生的助手。原本為國際賽獲獎的柔道選手，在意外後停賽，當時負責治療的雨宮醫生將其招募為助手。兩個關係很好。
天童真子（聲：青山由香里）
醫院的護理師長，天童米婭的姊姊。偶然間掌握醫院院長的洗黑錢證據，並以此脅迫院長成為醫院的掌權者。故事中一直利用院長的人脈和資源為自己牟利。拥有双重人格，小時候被家暴，為了保護妹妹分裂出新人格，做事不擇手段。
相澤（聲：三好レオ）
潛入醫院的調查官。在醫院的便利店任職店員，暗地裏收集醫院的犯罪證據。曾在沼尻為威逼下與山田性交，在發現山田受到雨宮的關注後，開始主動接觸和拉攏山田，讓山田幫忙收集證據。

## 衍生作品

### 小說
《搾精病棟》的同名小說《搾精病棟～只有性格最惡劣護理師的醫院射精管理生活～》於2020年4月17日由法蘭西書院發售，文庫版和電子書版同步發售，其中虎之穴和Melonbooks購買會贈送緙織壁毯。作品在3月17日開始預售，在預售期間作品在日本Amazon的「18禁輕小說」販賣排行榜排行第九名，在「醫院管理學」分類的販賣排行榜排行第一名。

### 漫畫
《搾精病棟》的同人誌合集《搾精合同》於2019年12月28日於第97屆Comic Market上發售，收錄了七篇同人漫畫，四篇同人小說。
2021年7月改編漫畫在《月刊Ananga Ranga》第73期正式開始連載，作畫由負責。
2022年4月全年齡向改編漫畫在《Yanmaga Web》正式開始連載，作畫由負責、全4卷。

### 成人電影
2020年10月23日TMA推出了改編自《搾精病棟》的同名色情片《搾精病棟～只有性格最惡劣護理師的醫院射精管理生活～》，作品改編原作1到3話的劇情，由蓮實克蕾兒、八乃翼和岬梓分別扮演立花、黑川和山口三人，結城弓弦扮演山田。

### 動畫
《搾精病棟》在2019年末的下架風波後日本成人動畫製作商PinkPineapple曾建議搾精研究所將作品動畫化，並願意提供協助。2021年1月15日《搾精病棟》的動畫化計劃正式啓動，PinkPineapple負責動畫的製作，荒木英樹為動畫的導演。2021年1月29日作品展開預售。在各門店購入可以獲得不同贈品，包括不同角色的緙織壁毯和原創明信片。早期預購可以獲得印有雨宮的紙扇，并且能參與抽獎活動，兩名獲獎者可以得到有配音員簽名的作品劇本。作品於在2021年4月30日發售。

### 遊戲
《搾精病棟》的改編同名遊戲由NEXTON的旗下品牌Dark One!負責製作，2021年1月23日Dark One!在Twitter上首次披露遊戲製作的信息，作品於1月29日展開預售，同日開設遊戲的官方網站。作品的原畫由日陰影次和神劍櫻花負責，須須木鮎尾負責劇本。3月12日Dark One!於YouTube頻道公佈遊戲宣傳廣告。作品在2021年4月30日發售PC遊戲光碟盒裝版，數位版同時在DMM.com獨家發售。遊戲改編原作1、2、3、5話的劇情，原作中山口和平松護理師之間的望月護理師劇情被跳過。
第二部《病房軼事～潛藏邪惡老鳥護士的住院生活～》（搾精病棟〜邪悪なるお局ナースが潜む病院で調教生活〜）在2022年4月28日發佈，中英文版2023年1月20日。第三部《病房軼事～在兇惡護士長主宰的醫院深淵中過著臥底生活～》（搾精病棟～凶悪なる看護師長が支配する病院の深淵へ潜入捜査～）在2022年10月28日發售，中英文版2023年10月13日。

## 爭議
《搾精病棟》在2018年12月17日至2019年10月21日在DLsite和FANZA上發佈，作品全12話。2019年11月19日作品在相關平台下架，引起大量網民上討論事件，推測其中原因。在當日下午，作品連同發佈平台「FANZA」，乘著下架的話題登上日本的Twitter趨勢高位。11月27日搾精研究所在博客上說明事件，部分角色的髮型是使用《V Katsu》的素材，《V Katsu》的使用協議中允許商業利用，但是不允許用於成人作品。故此作品由於違反使用協議的關係下架。作者表示會修改爭議的部分，重新發售，同時在Coconala上以五十萬日元徵集插畫家協助修改，由於Coconala禁止刊登成人相關的招募工作，該請求很快也遭到刪除。11月28日搾精研究所在博客上表示會以其他方式再進行招募工作，在文章發出不到35分鐘後，日本成人動畫製作商PinkPineapple表示願意接手工作，並提出將作品動畫化的建議。

## 外部連接
- 成人電影官網（日語）
- 搾精研究所部落格（日語）
- 遊戲官網（日語）
- 遊戲中文官網（繁體中文）